# Passo di Coal Santo
Il passo di Coal Santo (o, più frequentemente, Bocchetta di Coal Santo) è il più alto valico raggiungibile in auto, attraverso uno sterrato, dal monte Baldo. Si trova tra la valle delle Busette e la Val Fredda e separa, assieme al Passo del Camino, il gruppo del Maggiore dalla solitaria cima di Costabella. Dista poco più di un quarto d'ora a piedi dal sovrastante passo del Camino.

## Come raggiungerlo
Il passo si raggiunge in auto (con adeguato permesso) per la strada che dal paese di Pralungo Alto Due Pozze sale lungo la dorsale di Costabella fino alla bocca del Cornetto, passa sotto la cima e poi risale la Valle di Coal Santo fino al valico. Dalla Bocca del Cornetto (dove si trova il rifugio Fiori Del Baldo) la strada diventa sterrata ed è sbarrata.